# Jean Touchard
Jean Touchard (París, 13 de noviembre de 1918 - París, 30 de junio de 1971) fue un historiador y politólogo francés.
Estudió en la École normale supérieure y obtuvo la agregaduría en letras. Al final de la Segunda Guerra Mundial (Libération) estuvo en el gabinete del general de Gaulle. Fue nombrado delegado cultural de la embajada de Francia en Argentina, con el encargo de redactar un Que sais-je? sobre el asunto. Posteriormente fue nombrado secretario general de la Fondation nationale des sciences politiques, que convirtió en un centro de enseñanza e investigación de dimensión internacional. Simultáneamente, dirigía investigaciones, seminarios de tercer ciclo y daba clases en el Institut d'études politiques de Paris, sobre Le mouvement des idées politiques dans la France contemporaine ("El movimiento de las ideas políticas en la Francia contemporánea").

## Obras
Su libro La gauche en France depuis 1900, extraído de su curso en Sciences Po se convirtió en un manual clásico para el estudio de los movimientos políticos en Francia, respondiendo a la pregunta Qu'est-ce que la gauche? (¿qué es la izquierda?).
En Histoire des idées politiques realiza un estudio profundo de los grandes pensadores políticos a través de las épocas. Es importante la clasificación que propone de las diferentes corrientes liberales según su medio social:
Siglo XVIII:
- Libéralisme aristocratique français
- Libéralisme aristocratique anglais
- Utilitarisme politique français
- Utilitarisme politique anglais (utilitarismo)

Largo siglo XIX (1789-1914):
- Pensée révolutionnaire libérale
- Libéralisme bourgeois français
- Libéralisme bourgeois anglais ou Libéralisme manchestérien (Escuela de Mánchester)
- Nationalisme libéral (nacionalismo)
- Libéralisme impérialiste français
- Libéralisme impérialiste anglais
- Libéralisme impérialiste américain (imperialismo)

Siglo XX:
- Néo-libéralisme (neoliberalismo)
- Libéralisme kéynesien (keynesianismo)
- Néo-conservatisme libéral (neoconservadurismo -Escuela de Chicago, Chicago Boys-)

Su tesis doctoral La gloire de Béranger incluye una tesis complementaria sobre Louis Rousseau, un antepasado suyo.
Escribió un artículo esencial sobre L'esprit des années 30.
En colaboración con Louis Bodin escribió Front populaire. 1936 (collection kiosque).